# Girolamo Ruscelli
Girolamo Ruscelli (Viterbo, 1518 - Venecia, 1566) fue un escritor y cartógrafo italiano.

## Biografía

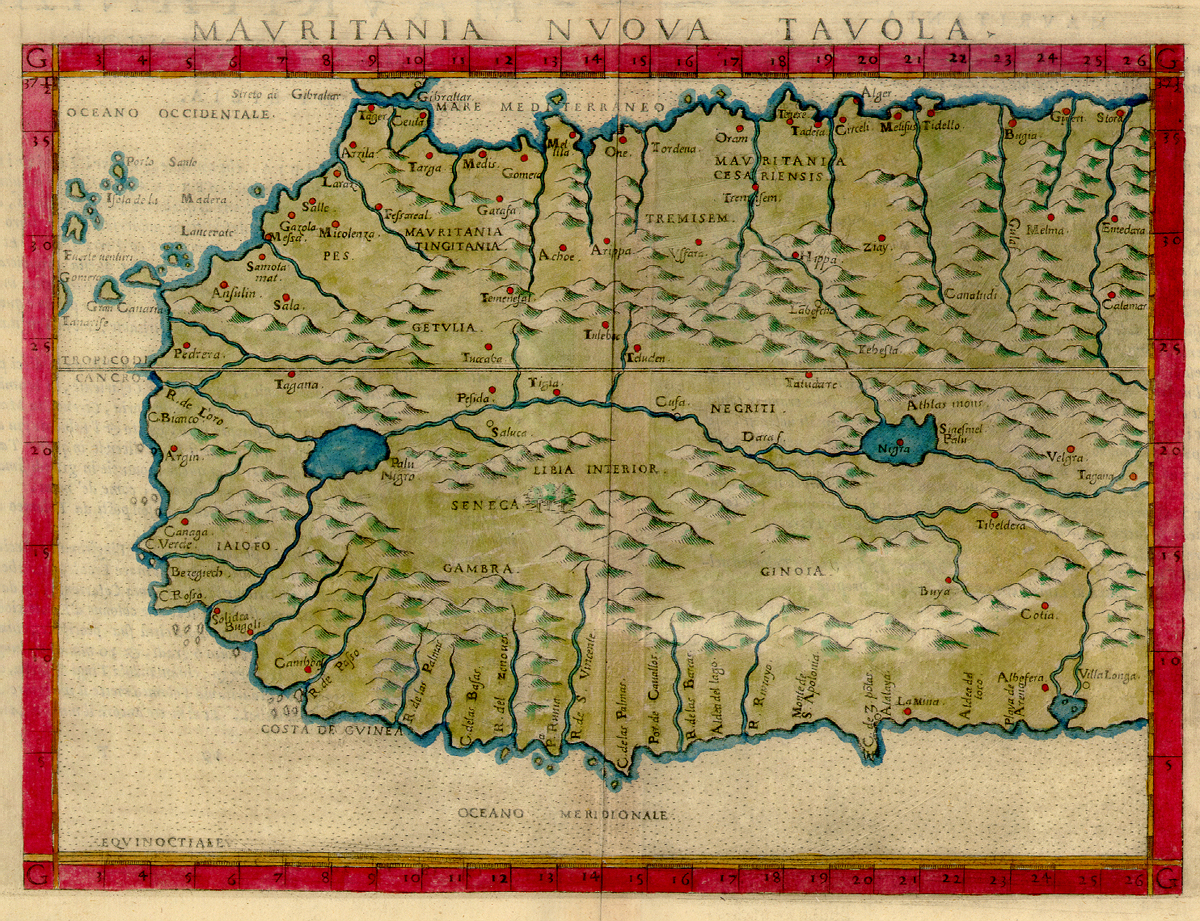
Mapa de África occidental (1561), de Girolamo Ruscelli

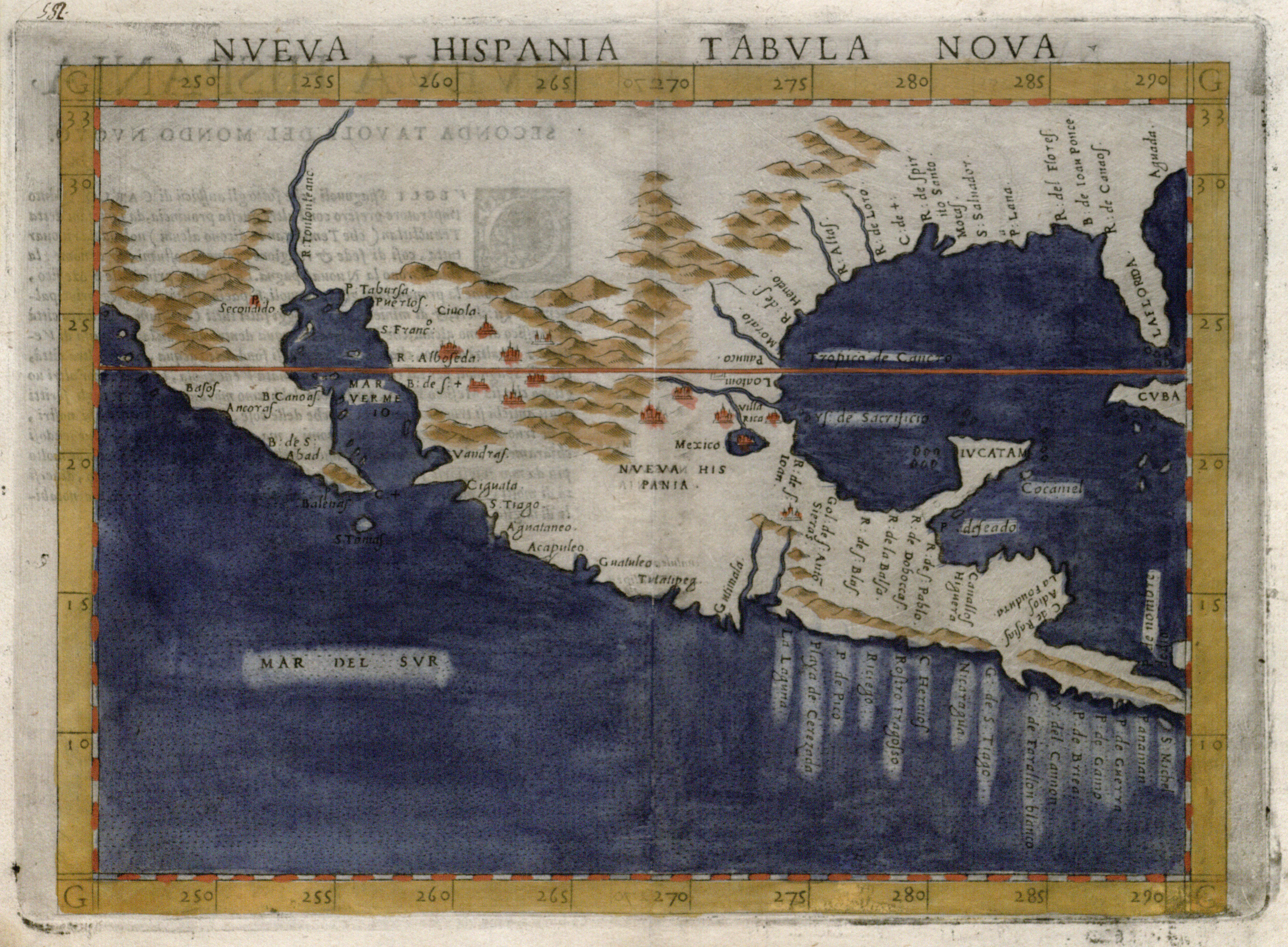
Mapa del Virreinato de Nueva España (1574), de Girolamo Ruscelli

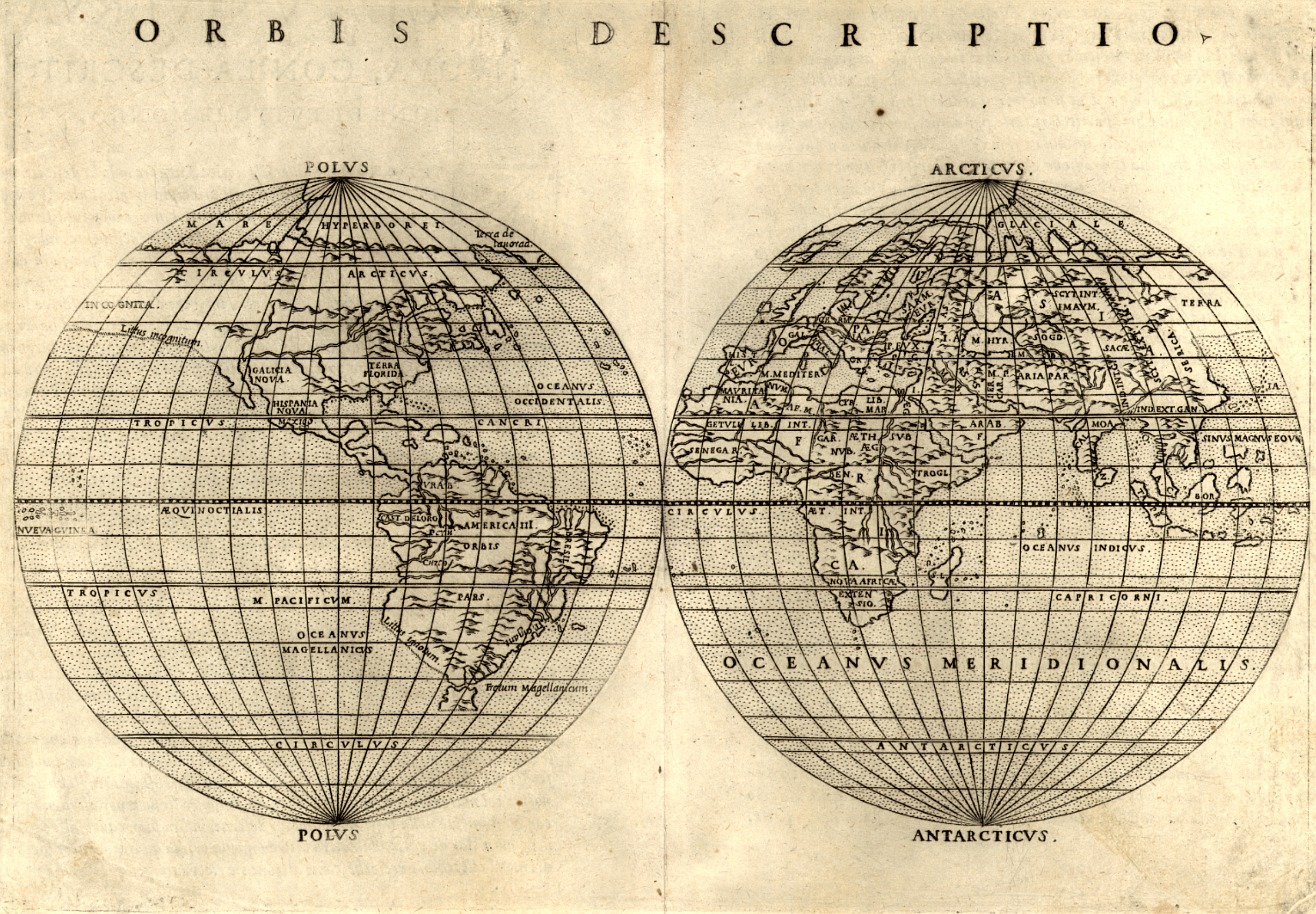
Orbis Descriptio, 1561

Girolamo Ruscelli nació en Viterbo hacia 1518, aunque en la mayor parte de los textos se afirma que nació en 1504. Durante su formación pasó por Aquilea, Padua y Roma. En 1541 fundó la "Academia dello Sdegno" en Nápoles, y finalmente, desde 1548 se instala en Venecia, donde fue enterrado a su muerte, en 1566.
Hombre inquieto, el término exacto para describir su actividad es el de polígrafo. De hecho, fue un escritor de lo más variado, ya sea como autor o como editor. En esta última función, sus aportaciones son precisas y refinadas, junto al editor Plinio Pietrasanta. 
En 1555 se enfrentó a un juicio ante la Inquisición, por la publicación sin licencia de una composición satírica (El capítulo del Lodi del Fuso, Plinio Pietrasanta, Venecia 1554). La mayor parte de sus trabajos posteriores fueron publicados por el editor Vincenzo Valgrisi.
Amigo de Bernardo Tasso, su hijo Torquato colaborará con Ruscelli con un retrato manierista en el diálogo Minturno o de belleza. Según los legados testamentarios, se puede suponer que la esposa de Ruscelli fue Virginia Panarelli, hermana de Teofilo Panarelli, médico con simpatías protestantes, ahorcado y quemado en Roma en 1572.
Está generalmente aceptado que Alessio Piemontese (en latino, Alexius Pedemontanus) fue un pseudónimo de Ruscelli. Bajo ese nombre publicó un recetario de alquimia que tuvo un enorme éxito durante más de dos siglos y fue traducido a numerosas lenguas.
Entre sus trabajos más importantes, imprimidos por Valgrisi, están la edición de obras clásicas como el Decamerón o el Orlando furioso, y la Geografía de Claudio Ptolomeo. Se enamoró de la lingüística, y recopiló un Diccionario de rimas  que fue muy apreciado durante el siglo XIX.

## Obras
- Girolamo Ruscelli, Tre discorsi à M. Lodovico Dolce. L'uno intorno al Decamerone del Boccaccio, L'altro all'Osservationi della lingua volgare, Et il terzo alla tradottione dell'Ovidio. Venezia, Plinio Pietrasanta, 1553.
- Girolamo Ruscelli (a cura di), Rime di diuersi eccellenti autori bresciani...tra le quali sono le rime della Signora Veronica Gambara, & di M. Pietro Barignano, ridotte alla vera sincerità loro, Venezia, Plinio Pietrasanta, 1554
- Girolamo Ruscelli, De' secreti del reuerendo donno Alessio Piemontese, prima parte diuisa in sei libri. Opera utilissima et universalmente necessaria e diletteuole a ciascheduno. Ora in questa seconda editione dall'autor medesimo tutta ricorretta et migliorata. Et aggiuntovi nel fine de ogni libro molti bellissimi secreti nuovi, Venezia, 1557.
- Girolamo Ruscelli (ed.), Tutte le Rime della Illustriss. et Eccellentiss. Signora Vittoria Colonna. Marchesana di Pescara. Con l'espositione del Signor Rinaldo Corso, nuovamente mandate in luce da Girolamo Ruscelli. Venezia, Giovan Battista Et Melchior Sessa Fratelli, 1558.
- Ludovico Ariosto, Girolamo Ruscelli (a cura di), Orlando Furioso... Con le Annotationi, gli Auvertimenti, & le Dichiarationi di Girolamo Ruscelli, La Vita dell'Autore descritta dal Signore Giovan Battista Pigna. Gli Scontri de' luoghi mutati... Aggiuntavi in questa Seconda impressione la Dichiaratione di tutte le Istorie, et Favole toccate nel presente libro, fatta da M. Nicolò Eugenico. Annotationi, Et Auvertimenti Di Girolamo Ruscelli, Venezia, Vincenzo Valgrisi, 1558.
- Girolamo Ruscelli, Del modo di comporre in versi nella lingua italiana, trattato di Girolamo Ruscelli, nuouamente mandato in luce. Nel quale va compreso vn pieno & ordinatissimo Rimario, con la dichiaratione, con le regole, et col giudicio per saper conueneuolmente usare ò schifar le uoci nell'esser loco, così nelle prose, come ne i uersi, (noto anche come Rimario), Venezia, Giovanni Battista e Melchiorre Sessa fratelli, 1559.
- Girolamo Ruscelli (Alessio PIEMONTESE), Secreti nuovi di maravigliosa virtù..., Venezia, eredi di Marchiò Sessa, 1567
- Girolamo Ruscelli (a cura di), Lettere di principi, le quali o si scrivono da principi o a principi o ragionano di principi, Venetza, Giordano Ziletti e compagni, 1570-1577.
- Girolamo Ruscelli, Precetti della Militia moderna, tanto per mare, quanto per terra. Trattati da diversi nobilissimi ingegni, & raccolti ... né quali si contiene tutta l'arte del bombardiero, & si mostra l'ordine che ha da tenere il maestro di campo ....., In Venetia, Heredi di Marchiò Sessa, 1572.
- Girolamo Ruscelli, Le Imprese illustri, con espositioni, et discorsi... Con la Giunta di altre Imprese tutto riordinato et corretto da Franc.co Patritio. Venezia, 1572 (Libri I-III), 1583 (Libro quarto).
- Girolamo Ruscelli, De' commentarii della lingua italiana. Del sig. Girolamo Ruscelli viterbese libri VII. Ne' quali con facilità, et copiosamente si tratta tutto quello, che alla vera et perfetta notitia di detta Lingua s'appartiene: hora posti in luce da Vincenzo Ruscelli. Con due Tauole, una de' capitoli, & l'altra delle cose più notabili. All'Illustrissimo, & Eccellentissimo Sig. Iacomo Boncompagno Duca di Sora, & Governator Generale di S. Chiesa, Venezia, Damian Zenaro, 1581
- Kunstbuch Des Wolerfarnen Herren Alexii Pedemontani/ von mancherleyen nutzlichen unnd bewerten Secreten oder Künsten / jetzt newlich auß Welscher und Lateinischer Sprach in Teutsch gebracht/ durch Doctor Hanß Jacob Wecker/ Stattartzet zu Colmar. Basel: König, 1616. digitale
- Les secrets de reverend Alexis Piémontois : contenans excellens remedes contre plusieurs maladies, playes et autres accidens ; avec la manière de faire distillations, parfuns, confitures, teintures, couleurs et fusions ; oeuvre bien approuvé, très utile et nécessaire a un chacun. - Anvers: Plantin, 1557. digitale
- De secreti del reverendo donno Alessio Piemontese. - Venetia: de gli Antonii, 1562. digitale. Vol. 1, 2, 3